# Pierre d'Enghien
Pierre d'Enghien, (décédé en 1384) était comte de Lecce de 1380 à 1384 et seigneur de Castro.

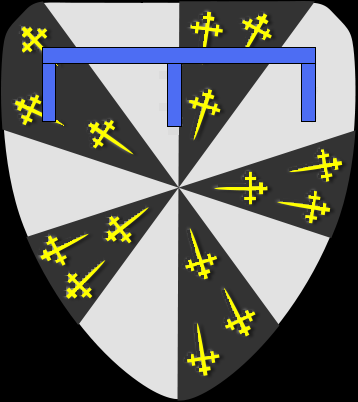
Armes d'Enghien-Brienne.

## Biographie
Pierre hérite le titre de comte de Lecce de son père, Jean d'Enghien, en 1380. 
Il se maria, en 1377, à Marguerite de Luxembourg, fille de  Guy de Luxembourg-Ligny, Comte de Ligny et de Mathilde de Châtillon. Le mariage étant sans postérité, le comté de Lecce échut à sa sœur  Marie d'Enghien.